# Groupe Nicollin
Pour les articles homonymes, voir Nicollin.
 (février 2016).
Le Groupe Nicollin est un ensemble d'entreprises de nettoyage urbain, de collecte et de retraitement des déchets ménagers et industriels.

## Historique
Fondé en 1945 à Saint-Fons dans le département du Rhône par Marcel Nicollin à partir d’un petit commerce de négoce de charbon, à partir de 1949, Nicollin & Cie se lance dans un nouveau métier à travers le nettoiement des marchés alimentaires de la ville de Lyon puis dans les activités de propreté et collecte des ordures ménagères des villes de la région Rhône-Alpes. Dès le milieu des années 1950, le Groupe Nicollin connait un essor en dehors de sa région d’origine à travers l’obtention de marchés publics dans les villes de Limoges, Reims puis Marseille au début des années 1960.
Marcel Nicollin continue à développer le groupe avec l'aide de son fils Louis, et implante l'entreprise à Montpellier en 1967 puis, à la mort de Marcel Nicollin en 1977 c'est son fils qui lui succède — secondé par Olivier et Laurent, les fils de Louis, à partir de 1993 — et développe la société. Il fait ouvrir un site de traitement à Saint-Romain-en-Gal en 1969. En 1985, la Sofranet est rachetée. En 1986, la Société Méditerranéenne de Nettoiement (SMN) est créée et en 1986 le centre d'enfouissement de Corcelles Ferrières est implanté dans le Doubs.
Le groupe ouvre des filiales à l'étranger dans plusieurs à la même époque, qui seront ensuite cédées à l’échéance des marchés publics, au Portugal puis en Belgique et au Maroc ; en France le groupe rachète Sud Service en 1988, spécialisé dans le nettoyage industriel. Le groupe Nicollin cède en 1992, 36 % de son capital à la société Sita, filiale de Suez Environnement.
Le centre de tri de Montpellier est créé en 1995. En 1997, Nicollin s'implante sur l'agglomération de Lens-Liévin. En 1999, la SMP (Services Maintenance et Propreté) spécialisée pour les marchés de nettoyage des matériels roulants SNCF et RATP est créé. Et en 2008, marque la construction d'un centre de tri de collecte sélective à Lyon.
Le 29 juin 2017, le PDG du groupe et président du Montpellier Hérault Sport Club, Louis Nicollin meurt d'un malaise cardiaque a l'âge de 74 ans.
En 2020, la famille Nicollin devient pleinement propriétaire du Groupe Nicollin Environnement.

## Structure et organisation
Il est aujourd'hui le 3e acteur français dans la gestion globale des déchets et le 12e acteur français dans le secteur du nettoyage industriel[réf. nécessaire]. En 2020, le groupe Nicollin réalise un chiffre d'affaires annuel de plus de 400 M€, dont plus de 60 % sont réalisés auprès des collectivités publiques. La gestion des déchets est le cœur de métier du groupe (ramassage de déchets ménagers et industriels, location et nettoyage de poubelles, gestion de déchetteries, centres de tri, ISDND), qui est également actif dans la gestion de l'eau (entretien des réseaux, assainissement, stations d'épuration) et les métiers de nettoyage industriel, sécurité, accueil, grossiste en produits d'hygiène ou maintenance des bâtiments.
Le groupe Nicollin génère un chiffre d’affaires dont 60 % est réalisé auprès de collectivités et 40 % auprès d’entreprises privées, et compte près de 9000 salariés. La société possède 300 contrats avec des entités publiques.

### Pôles d'activités
L'entreprise est structurée autour de 3 grands pôles d’activités que sont : l’environnement, les services et l’eau.

### Structure simplifiée
Le Groupe Nicollin se compose de deux sociétés et quatre filiales principales liées aux métiers de l'environnement et de la propreté :
- Nicollin SAS (métiers du déchet) ;
- Société Méditerranéenne de Nettoiement SAS (métiers du déchet) ;
- Sud Service (société de services : nettoyage industriel, sécurité, accueil, grossiste en produits d’hygiène, maintenance…)
- Nicollin Sanitation (3D) ;
- Nicollin Antilles (métiers du déchet) ;
- Nicollin Réunion (métiers du déchet) ;
- Nicollin Eau (gestion de l'eau).

## Controverses et affaires
Le groupe assure que l’excellence environnementale est l'un de ses piliers, mais Le Monde note que son avion privé a été utilisé plus de 110 fois pendant les 10 premiers mois de 2022.
Une enquête est ouverte en 2023 à la suite de soupçons de corruption entre le groupe Nicollin et la municipalité des Matelles pour l'obtention d'un marché public, .